# Kirchrüsselbach
Kirchrüsselbach ist ein Gemeindeteil des Marktes Igensdorf im Landkreis Forchheim (Oberfranken, Bayern).

## Geografie
Das im Nordwesten der Gräfenberger Flächenalb gelegene Pfarrdorf ist ein Gemeindeteil des oberfränkischen Marktes Igensdorf. Kirchrüsselbach liegt etwa drei Kilometer ostsüdöstlich des Ortszentrums von Igensdorf auf einer Höhe von 410 m ü. NHN.

## Geschichte

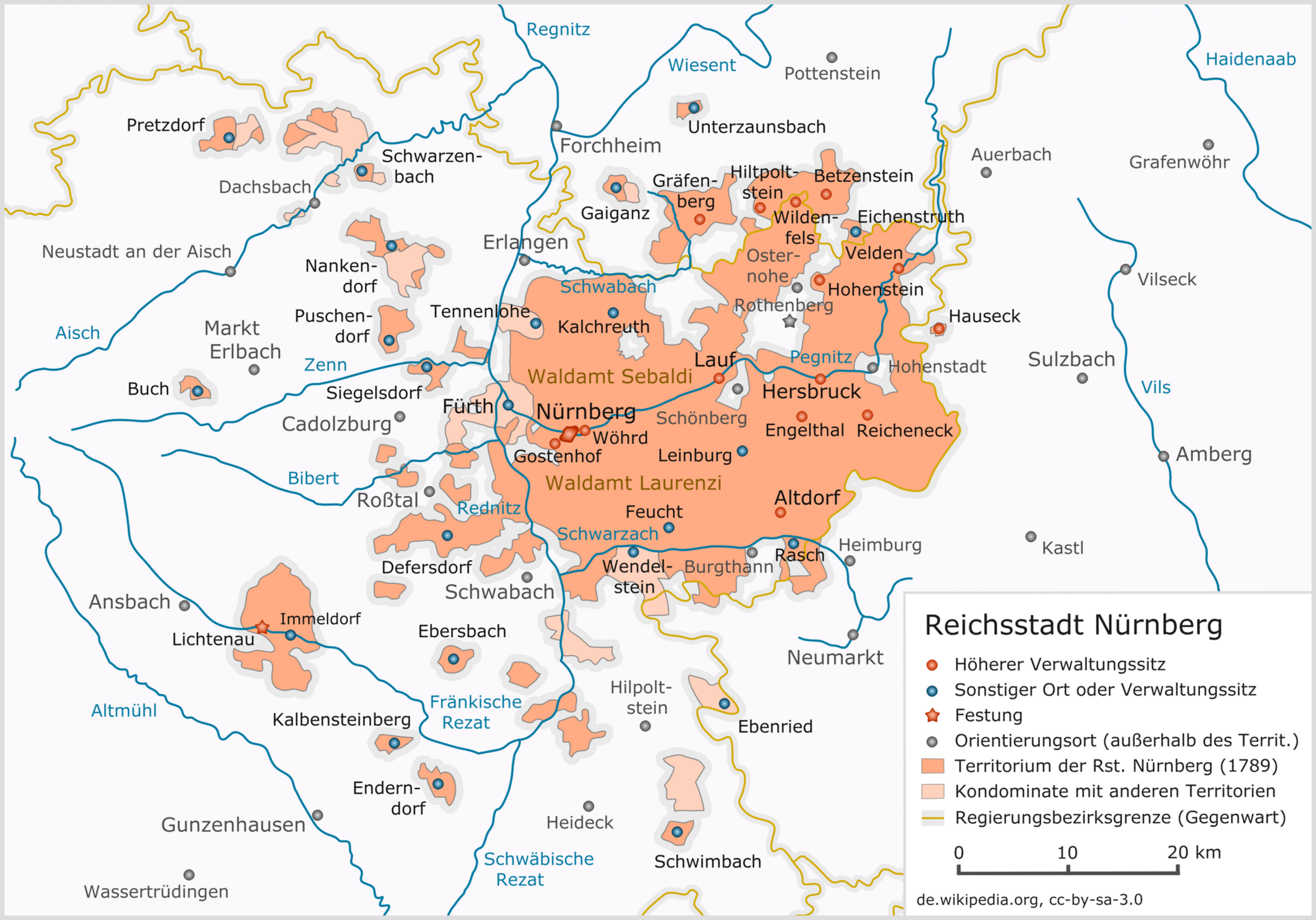
Das Landgebiet der Reichsstadt Nürnberg

Kirchrüsselbach wurde unter dem Namen „Ristilibach“ im Jahr 1011 zum ersten Mal urkundlich erwähnt. Bis zum Beginn des 16. Jahrhunderts hatte der Ort wechselnde Eigentümer (vgl. den Beitrag zu Rüsselbach), dann wurde er während des Landshuter Erbfolgekrieges wie zahlreiche andere kurpfälzische Orte von den Truppen der Reichsstadt Nürnberg besetzt. Obwohl der Landshuter Erbfolgekrieg 1505 mit dem Kölner Frieden zu Ende gegangen war, setzten sich die militärischen Auseinandersetzungen der Reichsstadt mit der Kurpfalz noch jahrelang fort, oftmals in Form von Kleinkriegen. Erst nach jahrelangen Verhandlungen kam schließlich im Dezember 1520 ein Vertrag zustande, in dem der Reichsstadt der weitaus größte Teil der von ihr gemachten Eroberungen überlassen wurde, darunter auch Kirchrüsselbach. Verwaltungstechnisch ordnete die Reichsstadt den Ort dem Landalmosenamt Nürnberg zu, das die im fränkischen Raum für die Beanspruchung der Landeshoheit ausschlaggebende Dorf- und Gemeindeherrschaft über Kirchrüsselbach ausübte. Die Wahrnehmung der Hochgerichtsbarkeit hingegen stand dem ebenfalls nürnbergischen Pflegamt Hiltpoltstein in seiner Funktion als Fraischamt zu. In den folgenden drei Jahrhunderten blieben diese Verhältnisse unverändert bestehen, bis im Jahr 1790 Kurfürst Karl Theodor von Pfalz-Baiern ohne Rechtsgrundlage alle zwischen der Reichsstadt und der Pfalz bzw. Baiern abgeschlossenen Verträge und Abkommen aufkündigte. Dadurch wurde Kirchrüsselbach der nürnbergischen Landeshoheit entzogen und es wurde bayerisch.
Durch die zu Beginn des 19. Jahrhunderts im Königreich Bayern durchgeführten Verwaltungsreformen wurde Kirchrüsselbach mit dem zweiten Gemeindeedikt im Jahr 1818 zu einem Gemeindeteil der Ruralgemeinde Rüsselbach. Im Zuge de Gebietsreform in Bayern wurde Kirchrüsselbach am 1. Januar 1972 in den Markt Igensdorf eingegliedert.

## Verkehr
Die von Mittelrüsselbach kommende Kreisstraße FO 31 durchquert den Ort und führt talaufwärts weiter nach Oberrüsselbach. Vom ÖPNV wird Kirchrüsselbach an einer Haltestelle der Buslinie 217 des VGN bedient. Der nächstgelegene Bahnhof ist der unmittelbar südlich von Weidenbühl gelegene Haltepunkt Rüsselbach der Gräfenbergbahn.